# Sablons-sur-Huisne
Sablons-sur-Huisne es una comuna nueva francesa situada en el departamento de Orne, de la región de Normandía.

## Historia
Fue creada el 1 de enero de 2016, en aplicación de una resolución del prefecto de Orne de 25 de diciembre de 2015 con la unión de las comunas de Condé-sur-Huisne, Condeau y Coulonges-les-Sablons, pasando a estar el ayuntamiento en la antigua comuna de Condé-sur-Huisne.

## Demografía
| Gráfica de evolución demográfica de Sablons-sur-Huisne entre 1800 y 2013 |
|                                                                          |

Los datos entre 1800 y 2013 son el resultado de sumar los parciales de las tres comunas que forman la nueva comuna de Sablons-sur-Huisne, cuyos datos se han cogido de 1800 a 1999, para las comunas de Condé-sur-Huisne, Condeau y Coulonges-les-Sablons de la página francesa EHESS/Cassini. Los demás datos se han cogido de la página del INSEE.

## Composición
| Comuna delegada       | Código INSEE | Población (2013) | Superficie (km²) | Densidad (hab./km²) |
| --------------------- | ------------ | ---------------- | ---------------- | ------------------- |
| Condé-sur-Huisne      | 61116        | 1343             | 17.51            | 77                  |
| Condeau               | 61115        | 424              | 15.28            | 28                  |
| Coulonges-les-Sablons | 61125        | 436              | 19.57            | 22                  |